# 모다이노칩
모다이노칩(Moda InnoChips Co. Ltd.)는 대명화학그룹 계열의 대한민국의 세라믹 수동부품 및 유통 기업이다. 본사는 경기도 안산시 단원구 동산로 27번길 42-7 (원시동)에 위치해 있으며 대표이사는 정태형이다. 모다이노칩이 경주시의 보문상가를 소유하고 있으며 모다아울렛를 운영하고 있다.

## 종속기업
- (주)케이브랜즈
- (주)에코송산

## 제품
정전기(ESD) 및 전자파(EMI)를 방지하는 부품(세라믹수동부품)

## 논란
대명화학그룹 소속 유통회사들인 모다이노칩과 에코유통이 모다아울렛 운영 중 납품업체에게 부당한 비용을 떠넘겨 왔고, 공정거래위원회는 이에 대해 시정명령과 4억1700만원의 과징금을 부과했다

## 같이 보기
- 대명화학

## 참고문헌
1. ↑  그룹의 '불안요소' 모다이노칩, 딜사이트, 2021년 7월 20일
2. ↑  한국IR협의회 기술분석보고서-모다이노칩, 2018년 5월 31일[깨진 링크(과거 내용 찾기)]
3. ↑  보문상가, 모디노십 핸드메이드, 경주신문, 2024년 1월 2일
4. ↑  납품업체 甲질 모다아울렛…공정위, 모다이노칩·에코유통 '처벌', 뉴스핌, 2019년 9월 10일